# Грымчак, Юрий Николаевич
Юрий Николаевич Грымчак (укр. Юрій Миколайович Гримчак; род. 30 октября 1965, Донецк) — украинский политик, народный депутат Украины VI созыва.
Член КПСС до 1991, член СПУ в 1994—2006 годах. С 2006 года член партии Народная самооборона.
Избирался депутатом Красногвардейского и Кировского райсоветов Макеевки, Донецкого облсовета (2006—2007).
С 14 августа 2019 года — подозреваемый по уголовному делу о мошенничестве в особо крупных размерах.

## Биография
В 1980—1984 годах учился в Донецком политехническом техникуме.
С 1984 до 1991 годы, с перерывом на службу в армии в 1985—1987 годах, учился в Макеевском инженерно-строительном институте. Был активистом Интердвижения Донбасса.
В 1991—1993 годах директор Центра научно-технического творчества молодежи Макеевского инженерно-строительного института. В 1993—1997 годах директор ООО «Грисо» и ПМП «Гранд».
В 1997—1998 годах секретарь Макеевского городского комитета Социалистической партии Украины. В 1998—2001 годах заместитель председателя Кировского райсовета Макеевки.
Окончил Днепропетровское региональное отделение Украинской академии государственного управления при Президенте Украины, где учился в 1999—2002 годах. Получил научную степень магистра государственного управления.
В 2002—2005 годах помощник-консультант народного депутата Украины Юрия Луценко. В 2005—2006 годах заместитель председателя Донецкой облгосадминистрации Вадима Чупруна.
Народный депутат Украины VI созыва (2007—2012) от блока Наша Украина — Народная самооборона (№ 73 в избирательном списке). Глава подкомитета по вопросам депутатской этики комитета Верховной Рады по вопросам регламента, депутатской этики и обеспечения деятельности ВР. На выборах 2012 года баллотировался в Верховную Раду VII созыва от Объединённой оппозиции «Батькивщина» (№ 91 в списке), однако его место в списке оказалось ниже прошедшей части (62 места). Отмечали, что его место в списке являлось заведомо непроходным.
С 25 октября 2016 года — советник министра по вопросам временно оккупированных территорий и внутренне перемещённых лиц. С 10 марта 2017 по 4 сентября 2019 года — заместитель министра по вопросам временно оккупированных территорий и внутренне перемещённых лиц Украины.
1 ноября 2018 года включён в санкционный список России.
14 августа 2019 года НАБУ и СБУ задержали Юрия Николаевича Грымчака и его помощника Игоря Овдиенко за вымогательство взятки в размере 1,1 миллиона долларов. Грымчака подозревают в мошенничестве в особо крупных размерах.
Супруга Юлия Витальевна, дети Алина, Светлана, Ирина и Артур.